# 神舟1号
神舟1号（Shenzhou 1、中国語：神舟一号）は、1999年11月19日22:30 (UTC) に酒泉衛星発射センターから打ち上げられた中華人民共和国の宇宙船、神舟の最初の無人飛行ミッション。宇宙船には生命維持装置や緊急脱出装置を備え付けていなかった。21時間11分で地球の軌道を14周し、翌日18:49 (UTC) に、ナミビア沖に遊弋していた中国海軍の遠望3号から逆噴射ロケットへの点火の命令が出された。大気圏再突入にも成功し、19:41 (UTC) に発射場所より415km東で、烏海市よりも110km北西の内モンゴル自治区へ着陸した。
神舟の最初の飛行となった1号は、その後の飛行とは違って、太陽電池パネルを開く代わりに固定型の太陽電池を取り付けて飛行した。またこの回の飛行では軌道の変更も行わなかった。宇宙船の設計責任者戚発軔によると、宇宙船に乗せた13のシステムのうち8つしか満足に働かなかったということである。神舟1号は長征2号Fの試験を主目的に設計されている。宇宙船のシステムや機能については、モジュールの分離、姿勢制御、リフティングボディによる再突入、耐熱シールド、地上での回収などの試験だけが行われた。
神舟1号は、宇宙環境の効果を調べるために100kgの種子を積んで飛行した。
1999年6月に、10月にこの打ち上げが行われると発表された。ほぼ同時に中国軍より、長征2Fの発射台や宇宙船組立棟の画像がインターネットで公開された。（中国政府は否定したが）酒泉衛星発射センターでの推進剤爆発事故が報道されたことにより、計画は若干延期された。